# ساندویچ روبن
ساندویچ روبن از گوشت کنسروی، کلم‌ترش، پنیر سوئیسی و نان چاودار تشکیل شده‌است، این مواد ابتدا گریل شده و سپس میان برش‌هایی از نان چاودار قرار می‌گیرند. مخترع این غذا روبن کُلاکوفسکی لیتوانیایی ساکن اوماها، آمریکا، بوده‌است. انواع مختلفی از ساندوچی روبن وجود دارد.

## انواع

### ساندویچ ریچل
ساندویچ ریچل یک مدل از ساندویچ روبن است که در آن پاسترامی جایگزین گوشت کنسروی و سالاد کلم جایگزین ساورکروت شده باشد. در دیگر دستورهای پخت ساندویچ ریچل، از گوشت بوقلمون استفاده می‌گردد. در بعضی از ایالات آمریکا، مخصوصاً میشیگان، این مدل با گوشت بوقلمون به نام «روبن کالیفرنیایی» یا «روبن جورجیایی» شناخته می‌شود و در آن به جای سس روسی یا هزار جزیره از سس تنوری می‌ریزند.

### روبن سواحل غربی
روبن سواحل غربی یک مدل از ساندویچ روبن است که در آن سس خردل جایگزین سس روسی می‌شود. این غذا جزو منوی اکثر رستوران‌های لاس‌وگاس وجود دارد.

### روبن مونترئالی
در مونترآل، کانادا از گوشت دودی مونترآلی به جای گوشت کنسروی استفاده می‌شود.

### روبن رول تخم‌مرغ
روبن رول تخم‌مرغ که «رول تخم‌مرغ ایرلندی» هم نامیده می‌شود، ساندویچ روبنی است که در آن گوشت کنسروی، ساورکروت و پنیر درون رول تخم‌مرغ سرخ‌شده پیچیده شده باشد. این غذا به همراه سس هزارجزیره سرو شده و یک پیش‌غذا است.